# Cyclops flexipes
Cyclops flexipes is een eenoogkreeftjessoort uit de familie van de Cyclopidae. De wetenschappelijke naam van de soort is voor het eerst geldig gepubliceerd in 1912 door Kokubo.